# Orsara Bormida
Orsara Bormida (piemontesisch l'Ursera) ist eine Gemeinde in der italienischen Provinz Alessandria (AL), Region Piemont.

## Lage und Einwohner
Die Gemeinde Orsara Bormida liegt rund 30 Kilometer südlich von der Provinzhauptstadt Alessandria und 11 Kilometer östlich von Acqui Terme Das Gemeindegebiet umfasst eine Fläche von 5,14 km² und hat 388 (Stand 31. Dezember 2023) Einwohner.
Die Nachbargemeinden sind Montaldo Bormida, Morsasco, Rivalta Bormida, Strevi und Trisobbio.

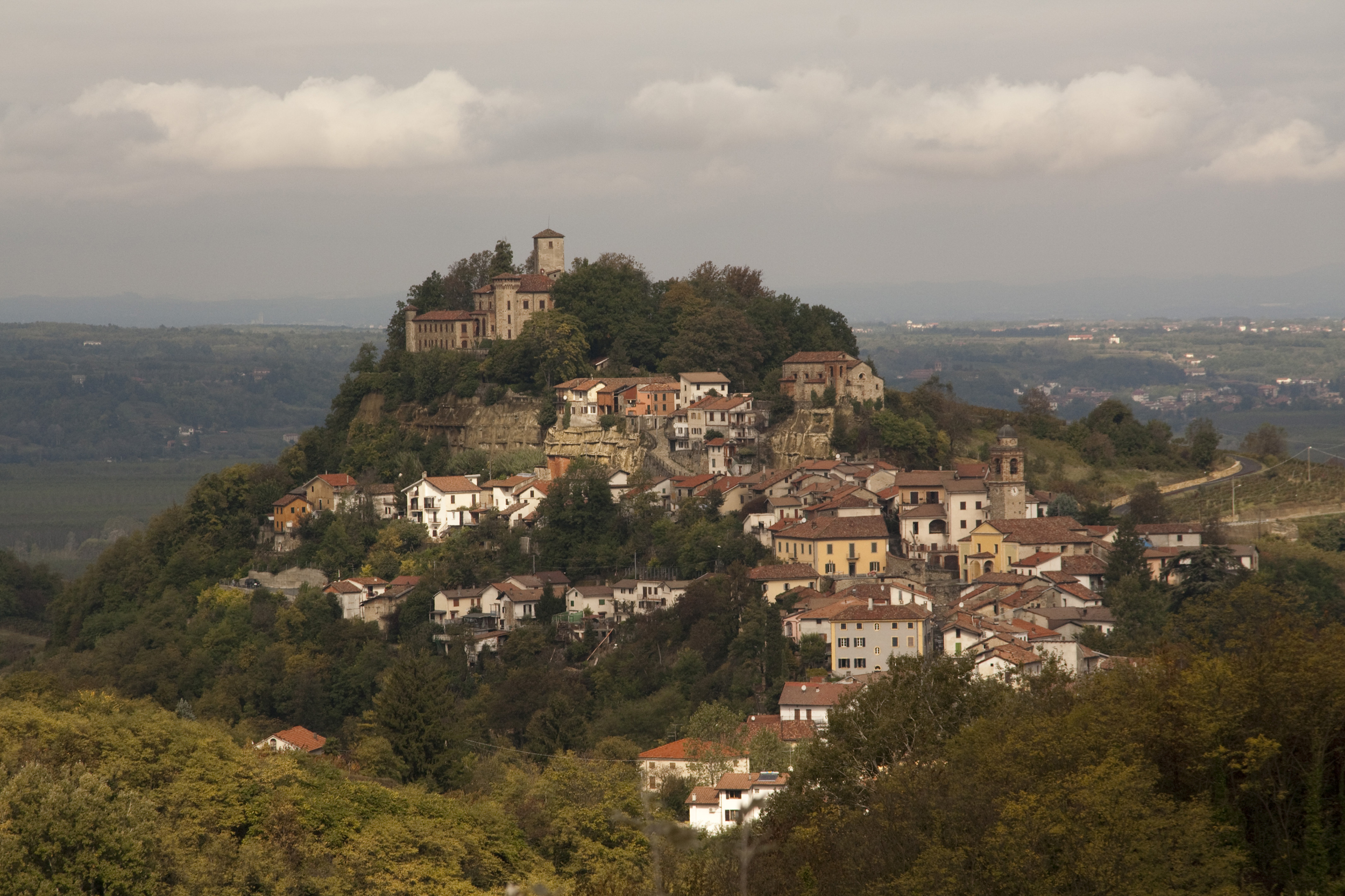
Panorama

## Geschichte
Der Ortsname ist ab dem Jahr 1135 durch die Form Ursaria belegt, die sich von Ursus ableitet und mit der Endung -arius versehen ist. Dieser Name wurde von den Bären, die hier lebten, abgeleitet. Die Ursprünge gehen auf das Mittelalter zurück, wie Dokumente aus dem Jahr 1260 belegen, in denen die Siedlung erstmals erwähnt wird. Es war in die Kämpfe zwischen dem Bischof von Acqui und der Stadt Alessandria um die Vorherrschaft über das Gebiet von Acqui verwickelt.
Im 13. Jahrhundert gehörte es zu den Ländern, die Friedrich II. von Schwaben von Wilhelm von Monferrato für neuntausend Goldmark als Pfand erhielt. Später gelangte es in den Besitz der Familie Malaspina und wurde nach einer kurzen Zeit, in der es zur herzoglichen Kammer von Monferrato gehörte, zusammen mit Morsasco als Lehen an Giovanni Battista Lodrone abgetreten.
Ende des 16. Jahrhunderts wurde es von Morsasco abgetrennt und an Sebastiano Ferraris verkauft, eine Familie, die das Schloss bis zur Französischen Revolution in ihrem Besitz hielt.

## Sehenswürdigkeiten
- Um das Jahr 1000 wurde ein Wachturm errichtet. Ab dem 13. Jahrhundert wurde mit dem Umbau zu einem Schlosses begonnen. Ab dem 18. Jahrhundert wurde es zu einer Wohnurg umgebaut. Heute befindet es sich, insbesondere im zentralen Teil, in einem guten Erhaltungszustand. Es befindet sich in Privatbesitz, kann aber zwischendurch besichtigt werden.[3]
- Die Kirche der Annunziata, die leider zu einem Lagerhaus und Werkzeugdepot degradiert wurde.
- Die Pfarrkirche San Martino, die seit 1276 nachweisbar ist und zwischen dem 17. und 19. Jahrhundert mehrmals umgebaut wurde.
- Die Kirche San Sebastiano, die Ende des 19. Jahrhunderts im neoromanischen Stil erbaut wurde.
- Das Heiligtum von Uvallare, das der Geburt Mariens gewidmet ist.
- Im Rathaus ist ein ethnografisches Museum der Bauernzivilisation eingerichtet worden. In den Räumen des Museums, einst Sitz der örtlichen Schule, sind wertvolle Dokumente der Ortsgeschichte, Gebrauchsgegenstände vergangener Generationen, Kleidung, Werkzeuge und Geräte des bäuerlichen Lebens ausgestellt.[4]

## Kulinarische Spezialitäten
In Orsara Bormida werden Reben des Dolcetto für den Dolcetto d’Acqui, einen Rotwein mit DOC Status angebaut. Die Beeren der Rebsorten Spätburgunder und/oder Chardonnay dürfen zum Schaumwein Alta Langa verarbeitet werden. Die Sorte Barbera wird zur Erzeugung des Barbera del Monferrato gezogen.

## Persönlichkeiten
- Aldo Morbelli, (* Orsara Bormida 1903 - † Turin, 1963), italienischer Designer[5]
- Riccardo Morbelli, (* Orsara Bormida 1907 - † Lavinio, Gemeinde Anzio, 1966), italienischer Dramatiker, Drehbuchautor, Texter, Romanautor und Fernsehautor